# Болдвинская лестница

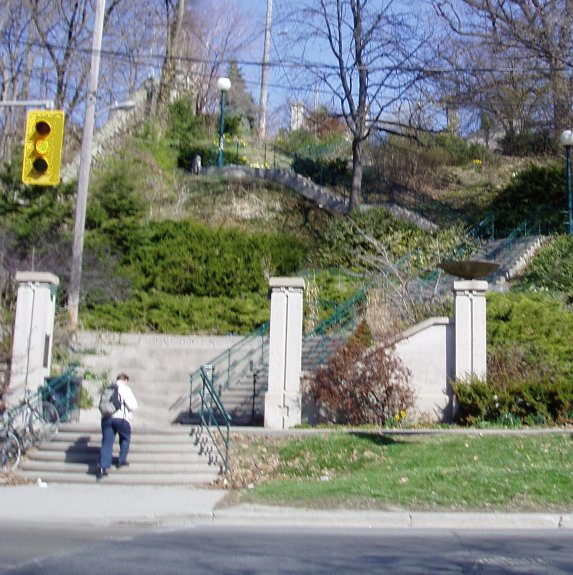
Болдвинская лестница

Болдвинская лестница (англ. Baldwin Steps) — достопримечательность города Торонто. Она спускается с террасы послеледникового Ирокезского озера. Крутизна уступа не позволяла строить по нему дороги, из-за этого обычно прямые улицы города обходят эту возвышенность кругом. На верху горы были построены самые роскошные исторические здания Торонто, включая замок «Каса Лома» (Casa Loma) и особняк «Спедайна» (Spadina House).
Изначально лестница была деревянной. В 1913 г. её заменила бетонная лестница с 110 ступеньками.